# Bloco de oposição a Stalin
O Bloco de oposição a Stalin foi uma aliança política criada pelos oposicionistas da URSS no final de 1932.
O Bloco foi acusado nos Processos de Moscou de ter cometido atos terroristas, enquanto na realidade isso foi uma invenção contra a oposição. Na realidade, ele foi meramente uma aliança política efêmera.

## As oposições de Direita e Esquerda
Os vários grupos de oposição aberta que tentaram se opor a Stalin no Partido Comunista fracassaram e seus ex-membros quase não tinham poder. O ex-líder da Oposição de Esquerda Leon Trótski foi deportado da União Soviética, Lev Kamenev e Grigori Zinoviev foram expulsos do partido e os direitistas haviam perdido sua influência. Com a crescente oposição a Joseph Stalin e suas políticas de coletivização, alguns bolcheviques decidiram formar grupos de oposição clandestina contra ele e a liderança do partido. O bloco era uma aliança frouxa entre muitos deles.

## Formação e facções
No final de 1932, Trótski e seu filho Sedov estavam tendo contato com a oposição clandestina dentro da URSS. Muitos grupos de oposição não trotskistas estavam descontentes com o regime e a liderança do partido na época. Isso levou à formação de um "bloco" entre eles. Não uma fusão de ideologias e sim uma aliança temporária. Trótski mostrou que temia que outras frações do bloco ganhassem muito poder:
A proposta de um bloco parece-me perfeitamente aceitável. Devo deixar bem claro que se trata de um bloco e não de uma fusão. (...)
Minha declaração proposta é evidentemente destinada à nossa fração da Oposição de Esquerda no sentido estrito do termo (e não aos nossos novos aliados). A opinião dos aliados, segundo a qual devemos esperar que os direitistas se envolvam mais profundamente, não tem o meu acordo, no que diz respeito à nossa fração. A repressão é combatida por meio do anonimato e de conspiração, não pelo silêncio. A perda de tempo é inadmissível: do ponto de vista político, isso equivaleria a deixar o campo para a direita. (...)

O bloco não exclui críticas mútuas. Qualquer propaganda dos aliados em nome dos capituladores (Grünstein, etc.) será inexoravelmente, impiedosamente resistida por nós. 

#### Os grupos trotskistas
Nas cartas de Sedov e Trótski, eles são referidos apenas como "nosso grupo". Não se sabe muito sobre seus membros na época, além do fato de que Andrei Konstantinov foi um de seus líderes. Ivan Smirnov, um ex-membro da Oposição de Esquerda, também liderou um grupo trotskista na época, e acabou sendo aprisionado no final de 1932. Depois do fim do grupo, Sedov disse que "as ligações com os trabalhadores foram preservadas".

#### Os zinovievistas
"Zinovievista" era o termo aplicado aos que seguiam os pontos de vista de Grigori Zinoviev. Tanto Zinoviev quanto Lev Kamenev aderiram ao bloco, mas as cartas de Trotsky não deixam claro quantos ou quem de seus seguidores aderiram.

#### O grupo Direitista
Direitista foi um termo usado na URSS para definir aqueles que seguiram a posição pró-NEP de Nikolai Bukharin. Nas cartas de Trótski, afirmava-se claramente que "os direitistas" haviam ingressado no bloco, nenhum dos quais foi identificado. Pierre Broué afirmou que não havia evidências de que Bukharin ou seus aliados próximos, como Rykov ou Tomsky, estivessem participando de qualquer oposição na época. O termo provavelmente se referia ao grupo de Ryutin, um grupo oposicionista na União Soviética que apoiava os pontos de vista econômicos de Bukharin, mas o criticava por capitular a Stalin. Sua plataforma clamava abertamente pela "liquidação da ditadura de Stalin e seus aliados" e também defendia o retorno de todos os membros expulsos do partido, incluindo Trótski.
O ex-político soviético Jules Humbert-Droz afirmou em suas memórias que Bukharin formou um bloco com Zinoviev e Kamenev em 1929 e que eles planejavam usar o terror individual para remover Stalin do poder.

#### Os liberais
Os liberais eram um grupo que estava tendo contato com Trótski na época. Uma observação dele mostra que eles eram aliados extremamente importantes: 
“Mesmo de uma forma modesta, eles nos deram mais do que qualquer um em uma linha‘ prática ’, com certeza, e não politicamente.” 
Outras cartas não explicam o que os "liberais" deram aos trotskistas, nem quem eram seus membros. Broué sugere que eles eram burocratas moderados liderados por Serguei Kirov, por causa de sua alegada posição moderada contra Stalin. J. Arch Getty argumenta que Kirov não era moderado. Ele aponta para o que disse Grigori Tokaev, que era um membro da oposição clandestina, que disse que Kirov reprimiu implacavelmente a oposição e foi "o primeiro executor". O próprio Trótski chamou Kirov de "um ditador sem escrúpulos". Getty também mencionou que nos discursos de Kirov, ele ridicularizava a oposição e até questionava a sua humanidade. Nenhum historiador que analisou o bloco concluiu com certeza quem eram "os liberais".
Outros grupos também foram mencionados: o grupo Eismont, o grupo Sten-Lominadzé e o grupo Safar-Tarkhan, mas não se sabe muito sobre eles, exceto sua menção nas cartas de Trótski. Se sabe que Vissaron Lominadzé formou um grupo de oposição chamado por alguns de "O Bloco Esquerda-Direita" para se opor à política de coletivização de Stalin.

## Análise histórica
Nos Julgamentos de Moscou, os réus foram considerados culpados de conspirar contra Stalin, de terem formado um bloco conspiratório e colaborado com governos estrangeiros. Quando foi descoberto que Trotsky havia de fato formado um "bloco" com a oposição na URSS, como afirmava o governo soviético, isso colocou os Julgamentos sob uma nova luz. A maioria dos historiadores da época acreditava que não passavam de uma campanha para destruir qualquer membro do partido que discordasse de Stalin, mas estava claro que eles se baseavam neste bloco, embora de forma exagerada. As cartas de Trótski não continham qualquer evidência de colaboração com potências estrangeiras, nem que ele aprovou uma "política terrorista". Broué concluiu que o bloco deixou de existir no início de 1933, porque alguns de seus membros, como I.N. Smirnov, Ryutin e os líderes do grupo Eismont foram presos e Zinoviev e Kamenev se juntaram novamente ao partido. Broué mais tarde observou que, mesmo presos, vários membros da oposição continuaram participando de um grupo trotskista clandestino. No início de 2018, alguns documentos pertencentes a esse grupo foram descobertos pelo serviço da Prisão Federal Russa no isolador de Verkhne-Uralsk, onde certos líderes da oposição, como Alexander Slepkov, foram presos.
Muitas coisas ainda são desconhecidas sobre o bloco. Principalmente porque algumas cartas nos Arquivos de Cartas de Trotsky estavam faltando. As que sobraram tinham algumas palavras 'apagadas com cuidado' e uma cortada com tesoura. Os historiadores Broué e Getty concluíram que as cartas perdidas muito provavelmente foram removidas ou destruídas.